# Serious Fraud Office (Neuseeland)
Das Serious Fraud Office (SFO) (Maori Te Tari Hara Tāware) ist eine staatliche Organisation in Neuseeland. Ihre Aufgabe ist es, in Kooperation mit der neuseeländischen Polizei ernsthafte und komplexe Wirtschaftsverbrechen aufzudecken, zu untersuchen und ihre Strafverfolgung zu veranlassen.
Der Sitz der Organisation befindet sich in der 21 Queen Street in Auckland. Ihr Budget betrug für 2014/15 NZ$7,695,000. Leiterin der Organisation ist Julie Read. Die Organisation untersteht dem Justizminister. Operative Entscheidungen kann der Leiter des SFO unabhängig von äußerer Einflussnahme treffen.
Das SFO wurde nach dem Vorbild des britischen Serious Fraud Office mit dem Serious Fraud Office Act 1990 geschaffen.
Verdächtige, die vom SFO befragt werden, haben kein Zeugnisverweigerungsrecht und müssen Fragen beantworten und verlangtes Beweismaterial beibringen, selbst wenn es sie selbst belastet. Allerdings kann das bei einer solchen Befragung gewonnene Beweismaterial nur dann vor Gericht verwendet werden, wenn der Beschuldigte vor Gericht Aussagen machen, die den Ergebnissen der Befragung durch das SFO widersprechen. Zeugen können ebenfalls verpflichtet werden, auszusagen.
Diese Befragungen machen es möglich, dass Personen, die mit Kunden Vertraulichkeit vereinbart haben, frei vor dem SFO sprechen können, ohne juristische Schritte ihrer Kunden fürchten zu müssen. Diese Regelungen betreffen jedoch nicht die an bestimmte Berufe gebundene Schweigepflicht. Wer die Aussage verweigert, kann dafür strafrechtlich verfolgt und mit einer Geld- oder Haftstrafe bestraft werden. Derartige Strafverfahren sind jedoch sehr selten und bislang wurde noch niemand dafür inhaftiert.
Schwerpunkte der Arbeit des SFO sind:
- Fälle von Anlagebetrug mit zahlreichen Geschädigten
- Betrugsfälle, in die Personen in Vertrauenspositionen verwickelt sind (wie Anwälte)
- Bestechung und Korruption
- Fälle, die Neuseelands Reputation als fairer und freier Finanzmarkt erheblich schädigen können.

## Bestrebungen zur Abschaffung
Die fünfte Labour-Regierung kündigte im September 2007 an, dass das SFO durch eine neugeschaffene „Organised Crime Agency“ ersetzt werden solle.
Das Gesetz zur Auflösung des SFO kam jedoch nicht vor den Wahlen 2008 zustande. Der nachfolgende Premierminister John Key informierte das Parlament, dass das SFO nicht aufgelöst würde.